# Saut en longueur masculin aux Jeux olympiques de 1908
Pour un article plus général, voir Athlétisme aux Jeux olympiques de 1908.
Navigation
Saint Louis 1904 Stockholm 1912
L'épreuve du saut en longueur masculin aux Jeux olympiques de 1908 s'est déroulée le 22 juillet 1908 au White City Stadium de Londres, au Royaume-Uni. Elle est remportée par l'Américain Frank Irons.

## Résultats
| Rang               | Athlète                   | Pays            | Marque         | Marque       | Marque  | Notes |
| Rang               | Athlète                   | Pays            | Qualifications | Finale       | Marque  | Notes |
| ------------------ | ------------------------- | --------------- | -------------- | ------------ | ------- | ----- |
| Médaille d'or      | Frank Irons               | États-Unis      | 7.44           | 7.48         | 7.48    | OR    |
| Médaille d'argent  | Daniel Kelly              | États-Unis      | 7.09           | Inconnu      | 7.09    |       |
| Médaille de bronze | Calvin Bricker            | Canada          | 7.08           | Inconnu      | 7.08    |       |
| 4                  | Edward Cook               | États-Unis      | 6.97           | Non qualifié | 6.97    |       |
| 5                  | John Brennan              | États-Unis      | 6.86           | Non qualifié | 6.86    |       |
| 6                  | Frank Mount Pleasant      | États-Unis      | 6.82           | Non qualifié | 6.82    |       |
| 7                  | Albert Weinstein          | Allemagne       | 6.77           | Non qualifié | 6.77    |       |
| 8                  | Tim Ahearne               | Grande-Bretagne | 6.72           | Non qualifié | 6.72    |       |
| 9                  | Denis Murray              | Grande-Bretagne | 6.71           | Non qualifié | 6.71    |       |
| 10                 | Gunnar Rönström           | Suède           | 6.66           | Non qualifié | 6.66    |       |
| 11                 | Charles Williams          | Grande-Bretagne | 6.65           | Non qualifié | 6.65    |       |
| 12                 | Sam Bellah                | États-Unis      | 6.64           | Non qualifié | 6.64    |       |
| 13                 | Frank Lukeman             | Canada          | 6.59           | Non qualifié | 6.59    |       |
| 14                 | Ödön Holits               | Hongrie         | 6.54           | Non qualifié | 6.54    |       |
| 15                 | Arthur Hoffmann           | Allemagne       | 6.50           | Non qualifié | 6.50    |       |
| 16                 | Alfred Bellerby           | Grande-Bretagne | 6.44           | Non qualifié | 6.44    |       |
| 17                 | Wilfred Bleaden           | Grande-Bretagne | 6.43           | Non qualifié | 6.43    |       |
| 18                 | William Watt              | Grande-Bretagne | 6.42           | Non qualifié | 6.42    |       |
| 19                 | George Barber             | Canada          | 6.41           | Non qualifié | 6.41    |       |
| 20                 | Carl Silfverstrand        | Suède           | 6.34           | Non qualifié | 6.34    |       |
| 21–32              | Hermann von Bönninghausen | Allemagne       | Inconnu        | Non qualifié | Unknown |       |
| 21–32              | Lionel Cornish            | Grande-Bretagne | Inconnu        | Non qualifié | Inconnu |       |
| 21–32              | Géza Kövesdi              | Hongrie         | Inconnu        | Non qualifié | Inconnu |       |
| 21–32              | Bram Evers                | Pays-Bas        | Inconnu        | Non qualifié | Inconnu |       |
| 21–32              | Henri Guttierez           | France          | Inconnu        | Non qualifié | Inconnu |       |
| 21–32              | Jacobus Hoogveld          | Pays-Bas        | Inconnu        | Non qualifié | Inconnu |       |
| 21–32              | Garfield MacDonald        | Canada          | Inconnu        | Non qualifié | Inconnu |       |
| 21–32              | James O'Connell           | États-Unis      | Inconnu        | Non qualifié | Inconnu |       |
| 21–32              | Henry Olsen               | Norvège         | Inconnu        | Non qualifié | Inconnu |       |
| 21–32              | Arvid Ringstrand          | Suède           | Inconnu        | Non qualifié | Inconnu |       |
| 21–32              | Ludwig Uettwiller         | Allemagne       | 6.05           | Non qualifié | 6.05    |       |
| 21–32              | Hugo Wieslander           | Suède           | Inconnu        | Non qualifié | Inconnu |       |
| —                  | Platt Adams               | États-Unis      | DNS            |              |         |       |
| —                  | Géo André                 | France          | DNS            |              |         |       |
| —                  | Carl Bechler              | Allemagne       | DNS            |              |         |       |
| —                  | Martin Brustmann          | Allemagne       | DNS            |              |         |       |
| —                  | István Czurgay            | Hongrie         | DNS            |              |         |       |
| —                  | Cyril Dugmore             | Grande-Bretagne | DNS            |              |         |       |
| —                  | Karl Fryksdahl            | Suède           | DNS            |              |         |       |
| —                  | A. Gordon                 | Grande-Bretagne | DNS            |              |         |       |
| —                  | Oswald Groenings          | Grande-Bretagne | DNS            |              |         |       |
| —                  | Juho Halme                | Finlande        | DNS            |              |         |       |
| —                  | Ernest Hutcheon           | Australasie     | DNS            |              |         |       |
| —                  | Evert Koops               | Pays-Bas        | DNS            |              |         |       |
| —                  | Nándor Kovács             | Hongrie         | DNS            |              |         |       |
| —                  | Gustav Krojer             | Autriche        | DNS            |              |         |       |
| —                  | Sven Låftman              | Suède           | DNS            |              |         |       |
| —                  | Karl Lampelmayer          | Autriche        | DNS            |              |         |       |
| —                  | Edvard Larsen             | Norvège         | DNS            |              |         |       |
| —                  | Con Leahy                 | Grande-Bretagne | DNS            |              |         |       |
| —                  | Jeremiah Mahoney          | États-Unis      | DNS            |              |         |       |
| —                  | Erik Majunko              | Hongrie         | DNS            |              |         |       |
| —                  | Gaston Martens            | Belgique        | DNS            |              |         |       |
| —                  | Henri Meslot              | France          | DNS            |              |         |       |
| —                  | Robert Pascarel           | France          | DNS            |              |         |       |
| —                  | Armas Pesonen             | Finlande        | DNS            |              |         |       |
| —                  | Uuno Railo                | Finlande        | DNS            |              |         |       |
| —                  | Ede Rökk                  | Hongrie         | DNS            |              |         |       |
| —                  | Ted Savage                | Canada          | DNS            |              |         |       |
| —                  | Nate Sherman              | États-Unis      | DNS            |              |         |       |
| —                  | István Somodi             | Hongrie         | DNS            |              |         |       |
| —                  | E. Steiner                | France          | DNS            |              |         |       |
| —                  | Ragnar Stenberg           | Finlande        | DNS            |              |         |       |
| —                  | Knut Stenborg             | Suède           | DNS            |              |         |       |
| —                  | Ben Stephenson            | États-Unis      | DNS            |              |         |       |
| —                  | Doug Stupart              | Afrique du Sud  | DNS            |              |         |       |
| —                  | Kálmán Szathmáry          | Hongrie         | DNS            |              |         |       |
| —                  | Andor Szende              | Hongrie         | DNS            |              |         |       |
| —                  | Gaspare Torretta          | Italie          | DNS            |              |         |       |
| —                  | Sandór Veres              | Hongrie         | DNS            |              |         |       |
| —                  | Julius Wagner             | Suisse          | DNS            |              |         |       |
| —                  | F. Young                  | États-Unis      | DNS            |              |         |       |